# Fülpe
Fülpe vagy Várhegyfülpe (románul: Filpea) település Erdélyben, Hargita megye területén.

## Fekvése
A település Gyergyóvárhegy (Subcetate) községhez tartozik, a „Dudád dombja” és a „Kicsibükk szántók” közelében található. A Fülpe-hegy oldalában elhelyezkedő Ördöglik vizének gyógyító erőt tulajdonít a néphit: úgy tartják, hogy aki reggel megmosakszik benne, annak elmúlik a fejfájása.

## Történelme
A trianoni békeszerződés előtt Csík vármegye egyik települése volt. Korábban Gyergyóvárhegy része volt, azonban 1941 és 1956 között különvált tőle; közigazgatási szempontból viszont továbbra is ugyanehhez a községhez tartozik.

## Népessége
1992-ben összesen 429-en lakták, köztük 379 román, 42 magyar, 8 cigány és 8 egyéb nemzetiségű. A 2002-es népszámlálási adatok szerint 383 lakosa volt a településnek, ebből 309-en  románok, 44-en magyarok, 30-an cigányok, 30-an pedig egyéb nemzetiségűek voltak. Felekezeti megoszlását tekintve többségében ortodox falu, de jelentős római katolikus kisebbséggel rendelkezik: 2002-ben 383-an ortodoxok, 47-en pedig római katolikusok voltak.